# Mleczko pszczele

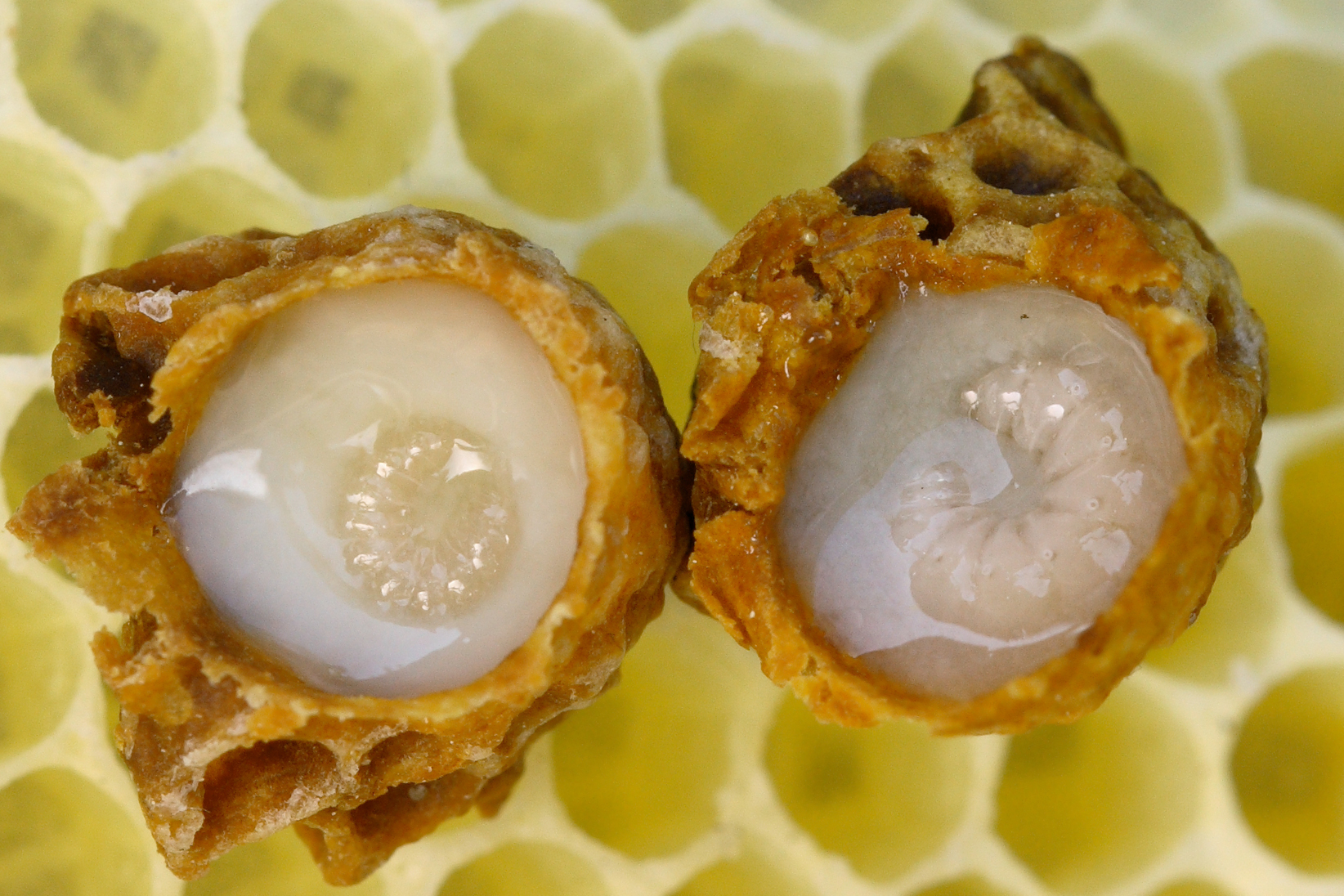
Larwy otoczone mleczkiem pszczelim

Mleczko pszczele – kremowa substancja o barwie białej lub żółtawej stanowiąca wydzielinę ślinianek młodych pszczół robotnic (Apis mellifera). Jest pożywieniem dla wszystkich młodych larw pszczół (nie dłużej niż trzy dni) oraz jedynym pożywieniem dla królowej zarówno w stadium larwalnym, jak i dorosłym.
Różnice w sposobie odżywiania larw uważane są za główny czynnik odpowiedzialny za różnice w rozwoju robotnic i królowej. Larwy królowej są obficie karmione mleczkiem pszczelim tworzonym przez młode robotnice (w wieku 5–14 dni), natomiast larwy robotnic tylko przez pierwsze trzy dni stadium larwalnego; potem dostają mieszaninę pyłku, nektaru, miodu.
Pożywienie królowej w porównaniu z pożywieniem robotnic zawiera mniej wody i cztery razy więcej cukrów, więcej białek i odmienne stężenia niektórych soli mineralnych. Odmienna dieta królowej prowadzi do zmian w ekspresji genów najprawdopodobniej przez mechanizmy epigenetyczne, umożliwiając np. pełny rozwój jajników. Królowa dzięki takiemu pożywieniu może żyć nawet do pięciu lat (robotnice zwykle około 45 dni) i składać dziennie tyle jaj, ile waży (około 2000–3000).

## Skład mleczka pszczelego
Mleczko pszczele jest emulsją białek, cukrów i lipidów w wodzie. Zawiera 50–70% wody, 9–18% białek, 7–18% węglowodanów, 3–8% kwasów tłuszczowych i lipidów, około 1,5% soli mineralnych oraz niewielkie ilości polifenoli i witamin. Dokładne zawartości substancji zależą od pory roku i uwarunkowań regionalnych. Mleczko ma kwaskowaty smak i lekki zapach przypominający zapach fenolu.
Około 80–90% frakcji substancji tłuszczowych stanowią wyjątkowo rzadkie wolne kwasy tłuszczowe o nietypowej strukturze. Zamiast kwasów karboksylowych o 14–20 atomach węgla spotykanych powszechnie u zwierząt i roślin, mleczko zawiera krótkie hydroksykwasy tłuszczowe o 8–12 atomach węgla w łańcuchu i kwasy dikarboksylowe. Głównym kwasem tłuszczowym jest kwas 10-hydroksy-2-decenowy, którego obecności nie odnotowano w żadnym innym surowcu naturalnym ani nawet w żadnym innym produkcie pochodzenia pszczelego.
Około 90% wszystkich cukrów stanowi glukoza i fruktoza. Zawartość sacharozy jest bardzo zmienna, a inne cukry występują w znacznie mniejszych ilościach. Zawartość białek w suchej masie może sięgać 50%, z czego 83–90% należą do rodziny Major Royal Jelly Proteins (MRJPs – główne białka mleczka pszczelego) zwanej również apalbuminami.

## Zastosowanie
Mleczko pszczele było spożywane w starożytnej Grecji. Grecy wierzyli, że wchodzi ono w skład ambrozji. Arystoteles jako pierwszy zbadał rolę mleczka pszczelego u pszczół, uznając mimo braku dowodów, że spożycie mleczka pszczelego zwiększa siłę fizyczną i zdolności intelektualne. W starożytnym Egipcie produkt ten był używany jako kosmetyk. W Azji, zwłaszcza w Chinach, stosowane jest w medycynie tradycyjnej, gdzie przypisuje mu się wspomaganie długowieczności i zachowanie sił seksualnych w podeszłym wieku. Obecnie wiadomo, że mleczko pszczele nie ma właściwości leczniczych (poza właściwościami antybakteryjnymi), ale może być silnym alergenem i z powodu silnej reakcji alergicznej odnotowano nawet przypadki śmiertelne. Mimo braku udowodnionych właściwości leczniczych i znacznego ryzyka stosowane jest w apiterapii jako środek powodujący rzekomo spadek ciśnienia krwi, a także rzekomo posiadający właściwości przeciwnowotworowe, przeciwzapalne i zapobiegające starzeniu. Bywa zalecane w stanach zmęczenia i wyczerpania fizycznego i psychicznego, osobom starszym, osłabionym i ciężko pracującym.
Mleczko pszczele wykazuje działanie przeciwbakteryjne wskutek zawartości peptydu oznaczonego jako defensin-1. Właściwości bakteriostatyczne oraz właściwości fizyczne sprawiają, że mleczko pszczele jest wykorzystywane jako składnik kosmetyków do pielęgnacji skóry. Właściwości te nie zostały stwierdzone przy podaniu drogą pokarmową. Aktywność przeciwbakteryjna zanika przy pH powyżej 6 (samo mleczko ma pH w granicach 3,6–4,2).